# Milanos tunnelbana

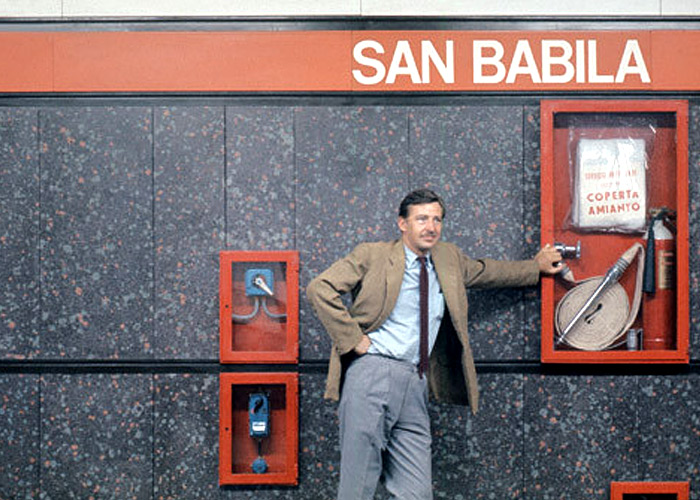
Bob Noorda var ansvarig för all grafik

Milanos tunnelbana (italienska: Metropolitana di Milano) är tunnelbanesystemet i staden Milano i Italien. Systemet består av 5 linjer; M1, M2, M3, M4 och M5. Den totala längden är 111,8 km och antalet stationer är 125 st.

## Linjerna
Tågen drivs med 750 volt likström från kontaktledning (Linje 2 och 3) respektive ett system med tredje och fjärde skena (Linje 1).
 
Alla linjer har spårvidden 1435 mm (normalspår). Linje 4 och 5 är automatiska tåg av samma typ som Köpenhamns metro.
| Linje  | Sträcka                                                           | Öppnad | Längd    | Stationer |
| ------ | ----------------------------------------------------------------- | ------ | -------- | --------- |
|        | Sesto I Maggio ↔ Rho Fiera / Bisceglie                            | 1964   | 26,7 km  | 38        |
|        | Assago Milanofiori Forum / Abbiategrasso ↔ Cologno Nord / Gessate | 1969   | 39,9 km  | 35        |
|        | San Donato ↔ Comasina                                             | 1990   | 17,3 km  | 21        |
|        | Linate Aeroporto ↔ San Cristoforo FS                              | 2022   | 15 km    | 21        |
|        | San Siro Stadio ↔ Bignami                                         | 2013   | 12,9 km  | 19        |
| Totalt | Totalt                                                            |        | 111,8 km | 125       |

## Historia
Förslag på att Milano skulle få ett tunnelbanesystem kom så tidigt som 1848 för ett hästdraget tåg. Mer konkreta projekt för en modern tunnelbana initierades 1914 och 1925 men utan att realiseras. År 1938 började planerna bli seriösa, men stannade upp och avtog med andra världskriget. Planerna återupptogs 1952 och 1955 bildades Metropolitana Milanese. Tunnelbanan började slutligen byggas 1957. Stationerna utformades av Franco Albini och Franca Helg. Bob Noorda var ansvarig för all grafik som skyltar, kartor och stationsklockor. De tre tilldelades Compasso d'Oro. År 1964 öppnade den första linjen mellan Lotto och Sesto Marelli som var 12,5 km lång med 21 stationer. Samma år började arbetena med den andra linjen som öppnade 1969 som den gröna linjen. Den tredje linjen, den gula, öppnades 3 maj 1990. 2013 öppnade första helautomatiska linje M5 samt 2022 tillkom den andra automatiska linjen, linje M4.

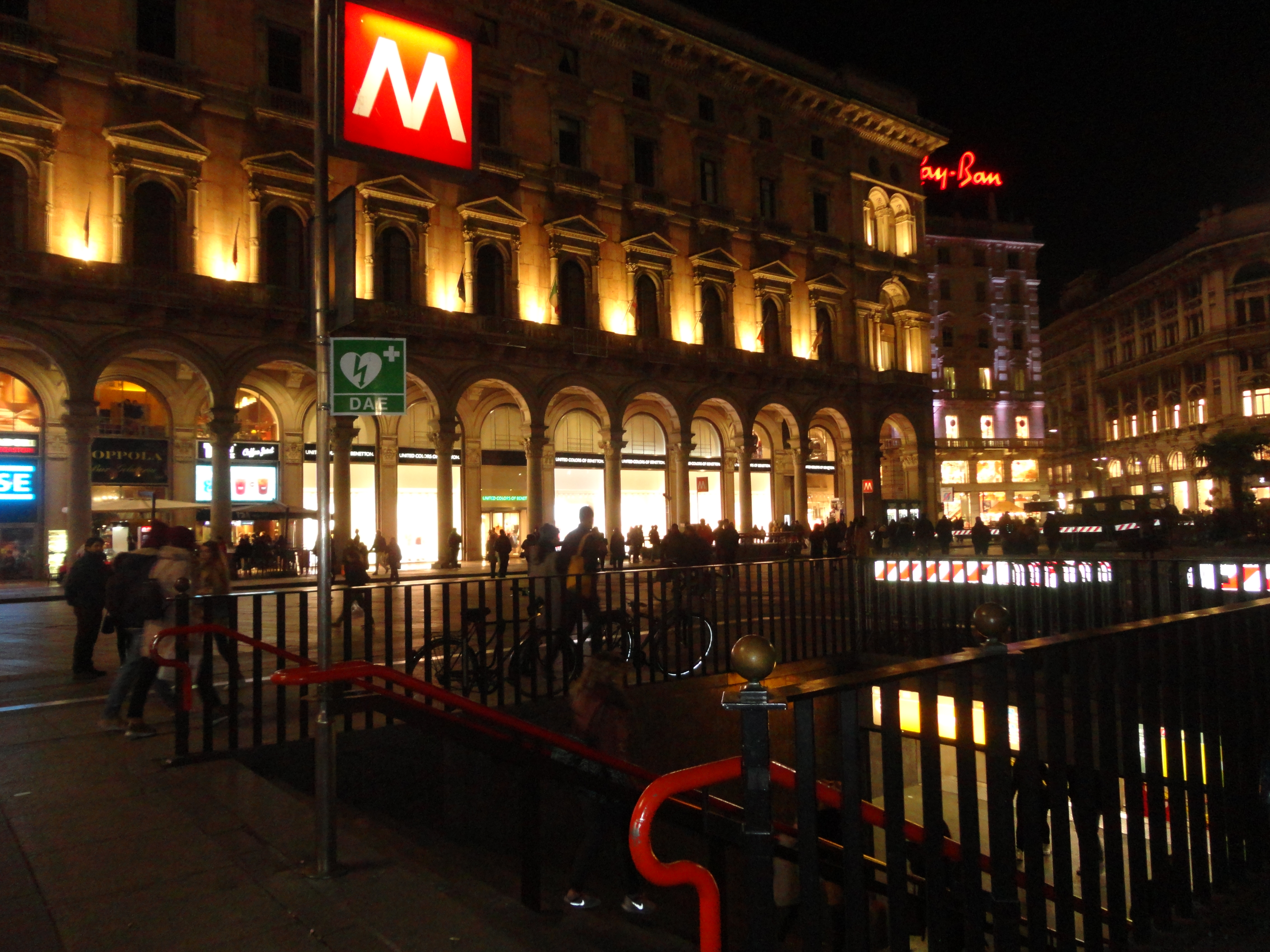
Duomo station mitt i centrala Milano, linje  och
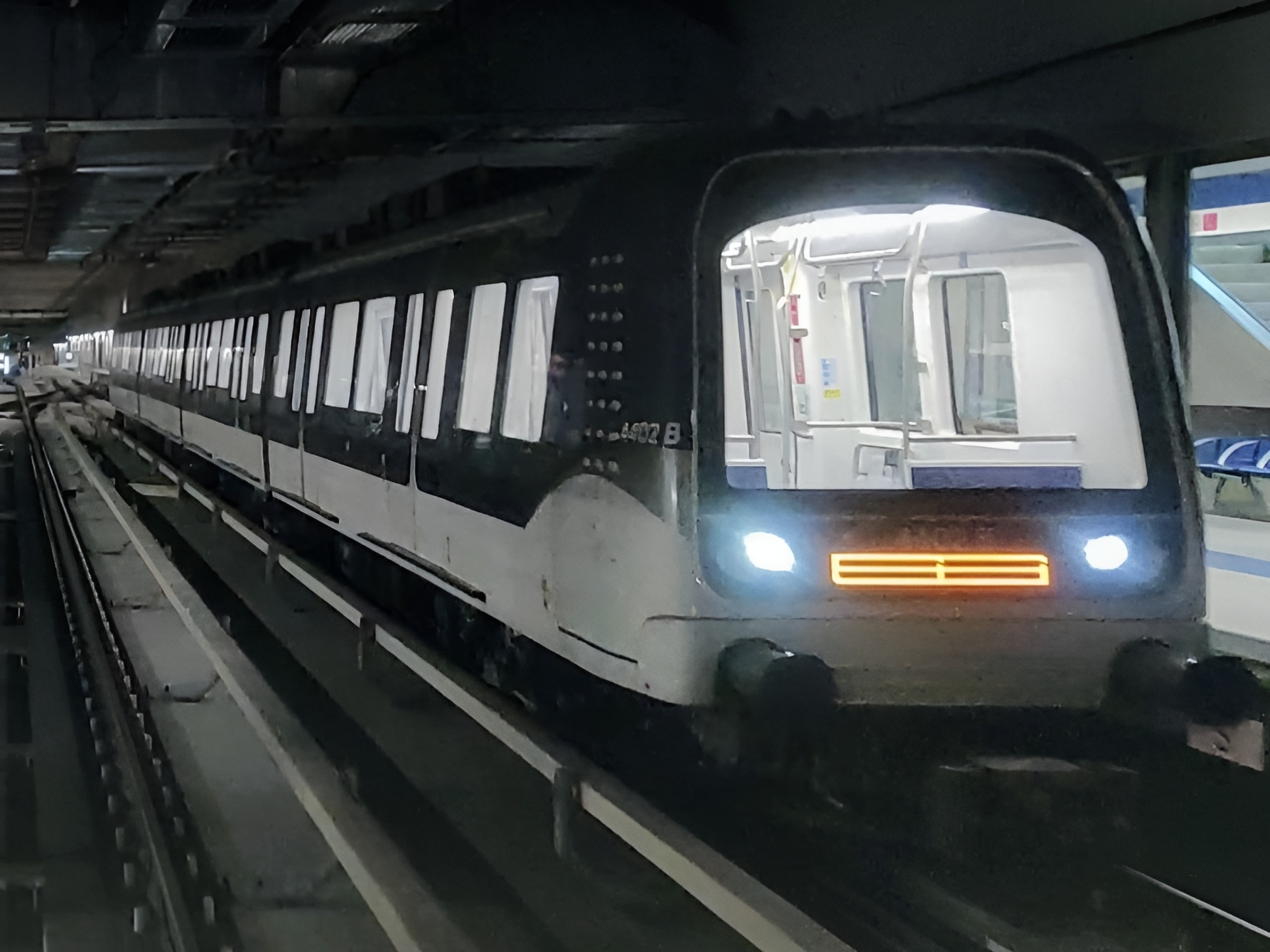
Automatiskt tåg på linje
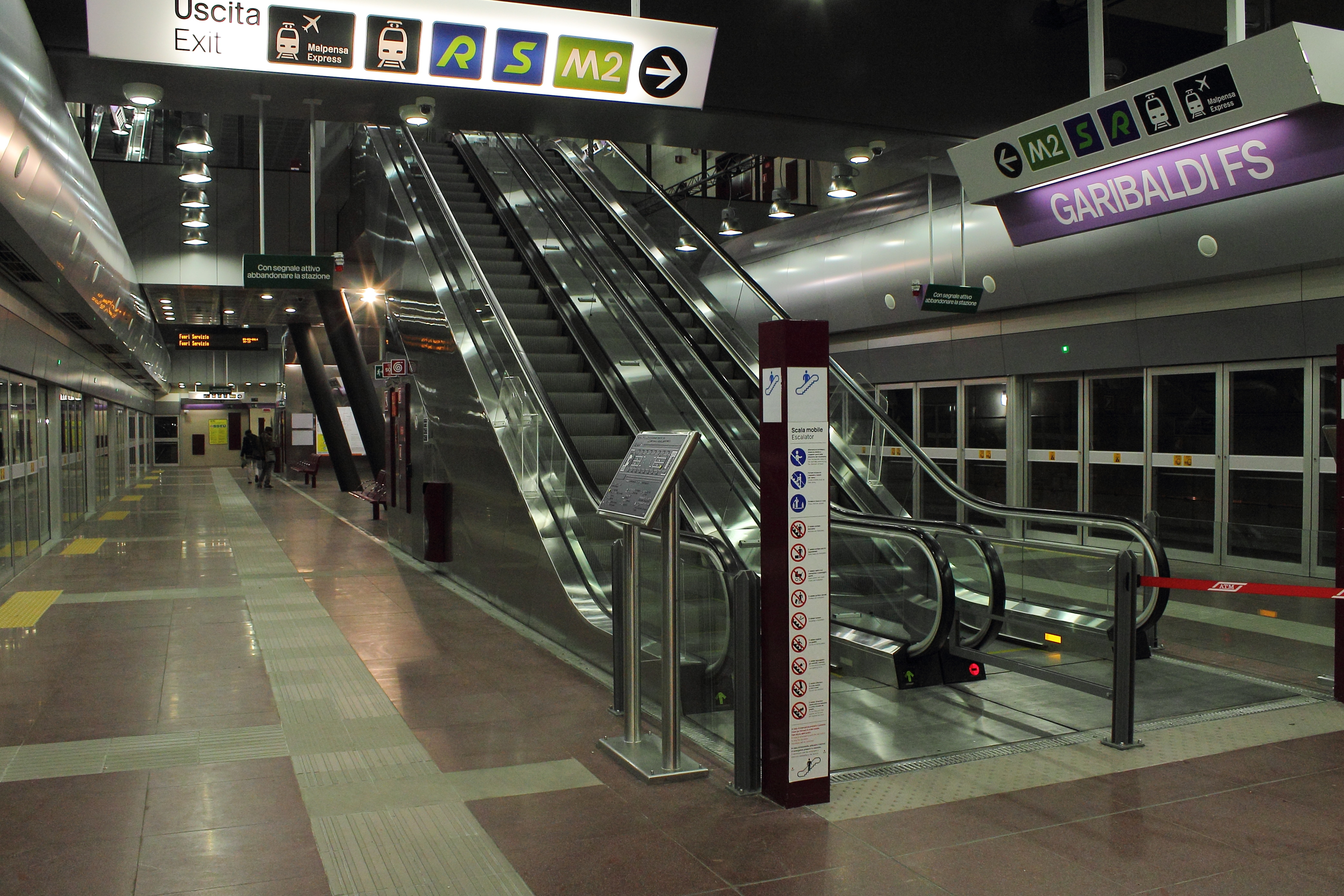
Station på linje